# Jamaicas bobslædehold
Jamaicas bobslædehold repræsenterer Jamaica i internationale bobslædekonkurrencer. Holdet blev kendt første gang, da det deltog i vinter-OL 1988 i Calgary, Canada, hvor det blev anset som underhund, et eksotisk indslag i en vintersportsgren. Holdet deltog igen i vinter-OL i 1992, 1994, 1998, 2002 og 2014, men havde ikke held til at kvalificere sig i 2006 og 2010.
Det nærmest naturstridige i, at et hold fra et land uden sne og is konkurrerede i bobslæde, blev baggrunden for filmen Af banen (Cool Runnings) fra 1994, der blev en stor succes.

## Baggrund
Amerikaneren George Fitch overværede i 1987 et traditionelt sæbekasseløb på Jamaica, og da han hørte om de fine udsigter for jamaicanske løbere ved det kommende sommer-OL 1988, og han til det svarede: "Men hvad med vinter-OL?" Hans ide var, at med så mange dygtige atleter, burde de kunne begå sig i de fleste sportsgrene. Valget faldt på bobslæde, til dels inspireret af sæbekasseløbet, hvor man som i bobslæde også har brug for en eksplosiv start, hvorpå resten i store træk handler om at styre.
I første omgang henvendte Fitch sig til nogle af de løbere, der akkurat ikke var blevet udtaget til sommer-OL, men de havde ikke lyst. Han endte i stedet med at finde nogle dygtige atleter, der var i det jamaicanske forsvar, og på den måde fandt han først Devon Harris, Dudley Stokes og Michael White. Fitch finansierede derpå forberedelserne, herunder anskaffelse af en bobslæde samt en tur til Østrig for at forsøge at kvalificere sig i tomandsbobslæden. Dette lykkedes, og to reserver blev hentet i form af Freddy Powell og Caswell Allen.

## Vinter-OL 1988
Ved legene havde holdet nogle testkørsler på en frossen sø, hvorunder Allen faldt og blev skadet. Powell, der anså sig selv som musiker, var reelt ikke interesseret i sporten og forsvandt, hvorpå Dudley Stokes' lillebror, Chris Stokes, der egentlig bare var ved legene som tilskuer for at støtte sin bror, blev indskrevet på holdet.
Dudley Stokes og Michael White kom til at udgøre tomandsholdet, der blev Jamaicas første deltagere ved vinter-OL nogensinde. Holdet blev i de fire heats henholdsvis nummer 34, 22, 31 og 30, hvilket gav en samlet 30. plads ud af de 41 hold, der stillede op (38 gennemførte).
Det var egentlig planen, at tomandsslæden skulle være holdets eneste konkurrence, men med det efter forventningerne udmærkede resultat var holdet ikke indstillet på at være turister under resten af legene, så holdet lånte en firemandsslæde af canadierne og stillede derpå også op i firemandsslæden. Da Powell og Allen ikke var klar kom Chris Powell med, stort set uden træning. Holdet fik en dårlig start, da en støttehåndtag gik i stykker, idet Dudley Stokes hoppede ind, i første heat, hvorfor holdet blev nummer 24 og tredjesidst. I næste heat havde White problemer med at få sig sat ordentlig ned, hvorfor han nærmest stod op i første sving, og holdet sluttede her næstsidst. Det tredje heat er nok det, der bedst huskes. Dudley Stokes var kommet til skade med sin skulder inden løbet, men insisterede på at stille op. Holdet fik den syvendebedste start blandt alle holdene, men på grund af den ekstrahøje fart havde Stokes ikke kontrol over slæden i et af svingene, og den kom op over kanten, hvorpå den endte på hovedet, og holdet gennemførte derfor ikke løbet. Kørerne kom dog ikke alvorligt til skade og kom selv ud og kunne vinke til publikum. Holdet kom ikke til start i sidste heat og figurerer derfor officielt som udgået.
| Kørere                                                | Konkurrence | Heat 1  | Heat 1 | Heat 2  | Heat 2 | Heat 3  | Heat 3 | Heat 4  | Heat 4 | Total   | Total |
| Kørere                                                | Konkurrence | Tid     | Plads  | Tid     | Plads  | Tid     | Plads  | Tid     | Plads  | Tid     | Plads |
| ----------------------------------------------------- | ----------- | ------- | ------ | ------- | ------ | ------- | ------ | ------- | ------ | ------- | ----- |
| Dudley Stokes Michael White                           | Toer        | 1:00,20 | 34     | 1:00,56 | 22     | 1:01,87 | 31     | 1:01,23 | 30     | 4:03,86 | 30    |
| Dudley Stokes Devon Harris Michael White Chris Stokes | Firer       | 58,04   | 24     | 59,37   | 25     | 1:03,19 | 26     | Udgået  | –      | Udgået  | –     |

## Senere udvikling
Jamaica kvalificerede sig også til de følgende fire vinterlege. OL i 1992 blev skuffende for holdet, hvor man stillede med to tomandslæder, der sluttede henholdsvis som nummer 35 og 36, mens firemandsslæden blev nummer 25. Ved legene i 1994 i Lillehammer stillede Jamaica igen kun med et tomandshold, der ikke gennemførte konkurrencen, men til gengæld opnåede fireren sin bedste placering, da det blev til en 14. plads blandt de 22 deltagende hold.
I 2000 blev det til guldmedalje ved World Push Championships i Monaco. Ved legene i 2002 i Salt Lake City satte tomandsholdet med Winston Watts og Lascelles Brown olympisk rekord for starten med 4,78 sekunder i fjerde heat, men måtte samlet nøjes med en 28. plads. Holdet kvalificerede sig derefter ikke til de to følgende lege, men var klar til legene i 2014 i Sotji, hvor holdet havde svært ved at skaffe midlerne til deltagelsen. Imidlertid lykkedes det via kryptovalutaen Dogecoin i løbet at to dage at skaffe cirka $30.000 af de nødvendige $40.000. Ambitionerne blev derpå skruet op, og man forsøgte via en online-kampagne at skaffe yderligere $80.000, hvilket indbragte næsten $130.000, og deltagelsen var definitivt sikret. Den tidligere amerikanske OL-sølvvinder Todd Hays var 2014-holdets træner, der dog måtte nøjes med en 28. og sidste plads blandt de 29 hold, der deltog.